# Eleanor Rogers Onderdonk

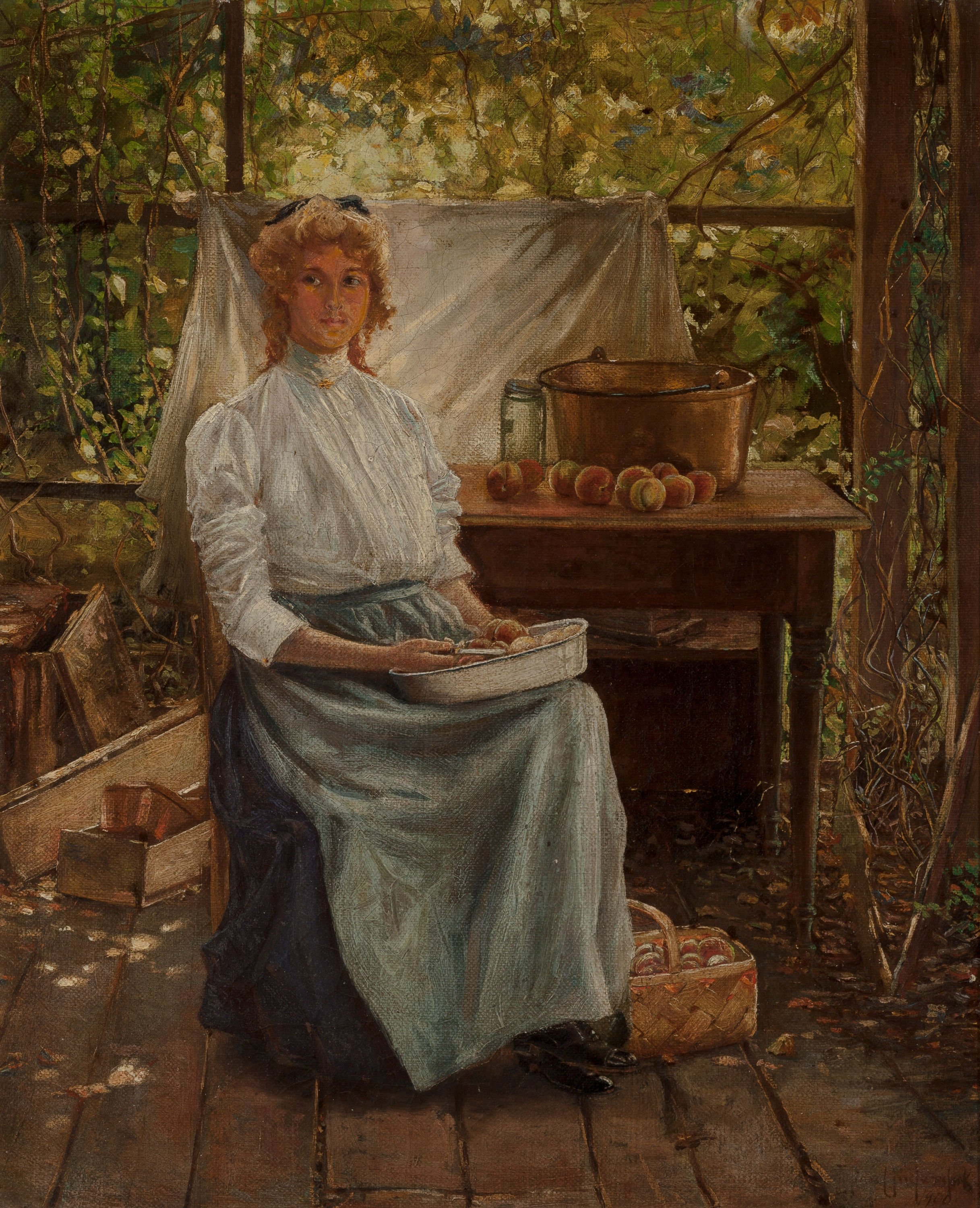
Julian Onderdonk: Porträt der Eleanor Onderdonk (1900)

Eleanor Rogers Onderdonk (* 25. Oktober 1884 in San Antonio, Texas; † 11. November 1964 ebenda) war eine US-amerikanische Malerin und Kuratorin.

## Leben
Eleanor Onderdonk wurde als zweites von drei Kindern des Malers Robert Jenkins Onderdonk und seiner Frau Emily (geb. Gould) geboren. Ihre künstlerische Ausbildung begann sie 1913 an der Art Students League of New York, wo sie bei George Bridgeman und John C. Johansen studierte. Später vertiefte sie ihre Kenntnisse in der Landschaftsmalerei bei John F. Carlson in Woodstock, New York, und spezialisierte sich in der Miniaturmalerei bei Alice Beckington, Lucia Fairchild Fuller und Helen Savier DuMond.
1927 wurde sie Kuratorin am Witte Museum in San Antonio, eine Position, die sie bis zu ihrer Pensionierung 1958 innehatte. In dieser Funktion förderte sie die Kunstszene in Texas, indem sie Ausstellungen in verschiedenen Medien organisierte, darunter Fotografie, Keramik, Textilien, Drucke, Malerei und Bildhauerei. Sie bemühte sich, die Öffentlichkeit für zeitgenössische Kunst zu sensibilisieren und präsentierte Werke von Künstlern wie Diego Rivera, Carlos Mérida und Pablo Picasso, die damals in San Antonio nicht sehr populär waren.
Eleanor Onderdonk lud auch Künstler und Kritiker wie Thomas Hart Benton, Alexander Archipenko, Walter Pach und John Ward Lockwood zu Vorträgen ein, um das Verständnis für moderne Kunst zu fördern. Während ihrer Amtszeit organisierte sie drei Ausstellungen mit frühen texanischen Künstlern und trug dazu bei, das Interesse an texanischer Kunst zu wecken, was zum Aufbau der Texas Collection durch die San Antonio Museum Association führte. Sie unterstützte zeitgenössische texanische Künstler durch Ausstellungen ihrer Werke und half der San Antonio Art League bei der Organisation der jährlichen Local Artists Exhibition.

## Werk
Eleanor Onderdonk war bekannt für ihre Miniaturporträts, die sie meist in Aquarell auf Papier oder Elfenbein malte. Ihre Werke zeichnen sich durch einen feinen Pinselstrich, Detailgenauigkeit und die Fähigkeit aus, die Persönlichkeit ihrer Modelle einzufangen. Sie stellte regelmäßig auf den Jahresausstellungen der Pennsylvania Academy of Fine Arts und der Southern States Art League aus, von der sie 1929 ausgezeichnet wurde. 